# Ampelocissus phoenicantha
Ampelocissus phoenicantha är en vinväxtart som beskrevs av Arthur Hugh Garfit Alston. Ampelocissus phoenicantha ingår i släktet Ampelocissus och familjen vinväxter. Inga underarter finns listade i Catalogue of Life.